# Kourmanbek Bakiev
Kourmanbek Salievitch Bakiev (en russe : Курманбек Салиевич Бакиев ; en kirghize : Курманбек Сали уулу Бакиев, Kurmanbek Sali Uulu Bakiev), né le 1er août 1949 à Masadan dans l'oblast d'Och (alors en République socialiste soviétique kirghize), est un homme d'État kirghize. Il a notamment été président du Kirghizistan de 2005 à 2010.

## Biographie

### Jeunesse et formation
Kourmanbek Bakiev suit des études d'informatique à l'université de Kouïbytchev (actuelle Samara). Il rentre en République socialiste soviétique de Kirghizie en 1979. Il obtient le poste de directeur dans une usine en 1985 et commence son ascension politique au sein du Parti communiste de Kirghizie (en).

### Parcours politique

#### Gouverneur
En 1997, il devient gouverneur de la province de Tchouï.

#### Premier ministre
Il est nommé Premier ministre le 22 décembre 2000. À la suite d'une répression sanglante en mai 2002 contre des manifestants, Bakiev démissionne de son poste de Premier ministre. Les circonstances de sa démission ne sont pas claires : s'agit-il d'une critique de la répression du président ou, au contraire, un limogeage déguisé par le président Askar Akaïev mécontent de la répression organisée par son Premier ministre. Bakiev est remplacé au poste de Premier ministre par le vice-Premier ministre Nikolaï Tanaïev (d'ethnie russe) le 22 mai.

#### Président de la République

##### Par intérim
Après la révolution des Tulipes du 24 mars 2005, Bakiev s'empare des pleins pouvoirs : il est Premier ministre par intérim et président de la République par intérim. Il est nommé à ces fonctions le 24 mars par la chambre haute du Parlement kirghiz sortant. Le 28, après l'auto-dissolution du Parlement sortant, qui avait initialement prolongé son mandat jusqu'à la tenue de nouvelles élections législatives et présidentielle,, il est confirmé comme Premier ministre et comme président de la République par intérim par le nouveau Parlement issu des élections contestées de février-mars,.
Sa légitimité constitutionnelle demeure longtemps incertaine. Dans un premier temps l'ancien président Askar Akaïev, réfugié en Russie, n'ayant pas démissionné, Bakiev est essentiellement reconnu par les États occidentaux et de l'OSCE. Après la démission effective d'Akaïev le 3 avril, sa légitimité reste toutefois contestée au sein même de l'hétéroclite opposition kirghize, l'ancien vice-président Felix Koulov ayant annoncé sa candidature contre lui.
Bakiev promet alors des élections générales libres et démocratiques pour le 26 juin 2005. Après plusieurs reports, l'élection présidentielle est prévue le 10 juillet. Bakiev, homme le plus riche du Kirghizistan et venant du Sud, fait un pacte avec l'ancien général du KGB et homme politique du Nord, Felix Koulov. Bakiev se présente comme président et Koulov obtiendra, en cas de victoire, le poste de Premier ministre.
Le 10 juillet, Bakiev se retrouve sans opposant majeur à l'élection et est élu au premier tour avec environ 88 % des voix. De multiples plaintes de fraude électorale sont recensées, mais l'OSCE et les États-Unis ne remettent pas en cause la victoire de Bakiev. Bakiev devient ainsi officiellement président du Kirghizistan.

##### De plein exercice
Début novembre 2006, l'opposition kirghize manifeste sur la place centrale de Bichkek pour réclamer une réforme constitutionnelle réduisant les compétences du président. Elle réclame également de juguler la corruption et de rendre indépendante la compagnie de radiotélévision. Après des affrontements acharnés, les opposants et les fidèles du président Kourmanbek Bakiev parviennent finalement à un compromis sur la Constitution.
Début février 2009, il annonce la fermeture de la base aérienne de Manas, ouverte par les États-Unis en décembre 2001, et qui, située à 900 km à vol d'oiseau de l'Afghanistan, servait de base principale pour un pont aérien ravitaillant et appuyant les troupes américaines engagées dans la guerre d'Afghanistan.
En juillet 2009, il est réélu président après un scrutin où il obtient 76 % des voix, mais entachée de fraudes et d'irrégularités, l'élection est jugée non-démocratique par l'OSCE et critiquée par l'Union européenne.

##### Politique intérieure
Après son arrivée au pouvoir, Bakiev a vite déçu les espoirs réformistes nés de la révolution des Tulipes. Il installe des proches au pouvoir, notamment dans les domaines des affaires étrangères et de l'économie, et fait des réformes anticonstitutionnelles, limitant notamment les libertés d'expression et de réunion, ou permettant à l'armée de participer aux opérations de maintien de l'ordre public. Le pouvoir exerce aussi des pressions sur les médias. Des privatisations de sites de productions d'énergie ont lieu de façon opaque, avec pour conséquence le doublement des prix de l'électricité.
En janvier 2010, une taxe a été fixée par le gouvernement sur les appels téléphoniques cellulaires, dont le montant allait selon l'opposition directement dans les comptes d'un fonds détenu par le fils du président Bakiev, Maxime Bakiev.
Tout cela contribue à l'impopularité de Bakiev auprès de la population. Sa politique extérieure est elle marquée par le jeu de balance entre Moscou et Washington, qui possèdent tous les deux des bases militaires dans le pays.

##### Révolte et départ du pouvoir
Le 7 avril 2010, à la suite de l'emprisonnement de membres de l'opposition, une révolte populaire démarre dans les rues de Bichkek. L'opposition prend d'assaut les bâtiments gouvernementaux, et se proclame comme nouveau gouvernement, à la place de Bakiev. Ce dernier était fortement accusé ces derniers mois de dérive autoritaire,.
Bakiev se réfugie dans le sud du pays pour tenter de rallier des proches, mais le gouvernement provisoire lève son immunité et menace de le faire arrêter. Il démissionne une semaine plus tard, le 15 avril. Il est possible qu'il ait accepté de démissionner en échange de garanties sur sa sécurité et celles de ses proches. 

### Après la présidence
Il s'exile au Kazakhstan puis en Biélorussie, d'où il se rétracte et annonce qu'il est toujours le « président élu du Kirghizistan ». Il traite alors le nouveau gouvernement provisoire de « bandits qui veulent s'emparer du pouvoir. »
Finalement, le gouvernement provisoire demande fin avril l'extradition de Bakiev, pour qu'il soit jugé pour les massacres commis par les forces de sécurité pendant la révolte, responsables de plus de 80 morts, mais la Biélorussie rejette catégoriquement cette demande. Bakiev acquiert même la nationalité biélorusse par la suite. Amnesty International accuse Bakiev d'avoir autorisé le recours à la force contre les manifestants pendant la révolte.
Son procès par contumace débute à Bichkek en novembre 2010. Exilé en Biélorussie avec sa famille, il est condamné par contumace, le 25 juillet 2014, à la prison à perpétuité et à la confiscation de ses biens, pour la répression des manifestations du 7 avril 2010, qui avaient causé la mort d'environ 80 personnes ainsi que 300 blessés. Son frère cadet, Janich Bakiev (en), qui dirigeait le service de protection des personnalités de l'État, écope de la même peine, et son fils, de 10 ans de prison pour blanchiment d'argent et abandon de poste.
En février 2013, dans un autre procès par contumace, Kourmanbek et Janich Bakiev sont condamnés respectivement à 24 ans et à perpétuité pour le meurtre de Medet Sadyrkoulov (en), un opposant politique tué en 2009.